# Gwanak-gu
Gwanak-gu é um dos 25 gu (distritos de governo local) de Seul, a capital da Coreia do Sul. Situa-se ao sul de Seul, no limite com a cidade de Anyang da província de Gyeonggi. O cume esparpado do Gwanaksan (monte Gwanak), que domina a geografia local, é o ponto de fronteira entre as duas cidades.
Inicialmente parte de Siheung, em Gyeonggi, o distrito foi transferido para Seul, com a rápida expansão da Área Nacional da Capital e seu crescimento populacional na década de 1960. Foi estabelecido como distrito distrito em 1973, e atualmente limita-se com Seocho-gu, Dongjak-gu, Guro-gu e Geumcheon-gu, além de Anyang.
Destaca-se por sediar o campus principal da Universidade Nacional de Seul, a mais prestigiada universidade do país. A principal área comercial do distrito, o Mercado Central de Bongcheon (Bongcheon-jungang-sijang), está situada em Jungang-dong.

## Divisões administrativas
Gwanak possui três subdivisões legais: Sillim-dong, Bongcheon-dong e Namhyeon-dong. Estes, por sua vez, estão divididos em múltiplos bairros (dong) para equilibrar as populações e a administração. Atualmente existem 21 dongs no distrito.
| Bairro Legal | Bairro Administrativo | Hangul | Hanja                   |
| ------------ | --------------------- | ------ | ----------------------- |
| Sillim       | Seowon                | 서원   | 書院                    |
| Sillim       | Sinwon                | 신원   | 新源                    |
| Sillim       | Seorim                | 서림   | 西林                    |
| Sillim       | Nangok                | 난곡   | 蘭谷                    |
| Sillim       | Sinsa                 | 신사   | 新士                    |
| Sillim       | Sillim                | 신림   | 新林                    |
| Sillim       | Samseong              | 삼성   | 三聖                    |
| Sillim       | Nanhyang              | 난향   | 蘭香                    |
| Sillim       | Jowon                 | 조원   | 棗園                    |
| Sillim       | Daehak                | 대학   | 大學                    |
| Sillim       | Miseong               | 미성   | 美星                    |
| Bongcheon    | Euncheon              | 은천   | 殷川                    |
| Bongcheon    | Seonghyeon            | 성현   | 成賢                    |
| Bongcheon    | Cheongnyong           | 청룡   | 靑龍                    |
| Bongcheon    | Boramae               | 보라매 | Sem caracteres em hanja |
| Bongcheon    | Cheongnim             | 청림   | 靑林                    |
| Bongcheon    | Haengun               | 행운   | 幸運                    |
| Bongcheon    | Nakseongdae           | 낙성대 | 落星垈                  |
| Bongcheon    | Jungang               | 중앙   | 中央                    |
| Bongcheon    | Inheon                | 인헌   | 仁憲                    |
| Namhyeon     | Namhyeon              | 남현   | 南峴                    |

## Educação

### Ensino superior
- Universidade Nacional de Seul

## Símbolos
- Árvore: Pinheiro
- Flor: Azaléa real
- Pássaro: Pega

## Pontos de interesse
- Universidade Nacional de Seul
  - Kyujanggak (biblioteca real da Dinastia Joseon)
  - Museu de Arte da Universidade Nacional de Seul
- Museu de Arte de Seul, Ramo Sul
- Museu Horim
- Parque Nakseongdae
- Gwanaksan
  - Templo Budista Gwaneum-sa

## Transportes

### Linhas ferroviárias
- Seoul Metro (Seoul Metropolitan Rapid Transit Corporation)
  - Linha 2 do Metrô de Seul (linha circular)
    - (Dongjak) ← Nakseongdae — Bongcheon — Sillim → (Dongjak)

  - Linha 4 do Metrô de Seul
    - (Dongjak) ← Sadang → (Seocho)